# Else Wagener (Pianistin)
Else Wagener, eigentlich Westphal, verheiratete Mandowski (* 10. April 1882 in Berlin als Else Sophia Ida Gertrud Westphal; † nach 1930) war eine deutsche Pianistin, Musikpädagogin und Kammermusikerin.

## Leben
Die 1882 in Berlin geborene Else Westphal, die den Künstlernamen Else Wagener verwendete, wuchs zeitweilig in Bremen auf, von wo aus sie 1895 mit ihren Eltern nach Hannover zog. Dort studierte sie zunächst bei „Fräulein Maria Reinecke, Schwester des Komponisten Reinecke“, bevor sie im Jahr 1900 ihr Examen als Klavierlehrerin ablegte. Von 1900 bis 1902 studierte sie in Leipzig am dortigen Konservatorium für Musik.
1911 wirkte Else Wagener hauptsächlich als Kammermusikerin, während sie vertiefenden Unterricht nahm als Schülerin des Direktors des hannoverschen Konservatoriums und Hofpianisten Emil Evers.
Ende 1911 begleitete Wagener gemeinsam mit dem Pianisten Walter Meyer-Radon einen von der finnischen Sängerin Maikki Järnefelt mit der Künstlerin Hetta von Schmidt in Berlin vorgetragenen Liederabend.
Im Januar 1930 heiratete sie den Buchprüfer Walter Mandowski.